# Gastão Vidigal (São Paulo)
Gastão Vidigal é um município brasileiro do estado de São Paulo. A cidade tem uma população de 4.193 habitantes (IBGE/2010). Possui uma área de 180,9 km².

## História
- Fundação: 24 de junho de 1925 (99 anos)

## Geografia
Localiza-se a uma latitude 20º47'55" sul e a uma longitude 50º11'13" oeste, estando a uma altitude de 401 metros.

### Demografia
Dados do Censo - 2010
População Total: 4.193
- Urbana: 3.756
- Rural: 437
- Homens: 2.298[6]
- Mulheres: 1.895

Densidade demográfica (hab./km²): 23,17
Dados do Censo - 2000
Mortalidade infantil até 1 ano (por mil): 17,70
Expectativa de vida (anos): 70,27
Taxa de fecundidade (filhos por mulher): 1,94
Taxa de Alfabetização: 87,32%
Índice de Desenvolvimento Humano (IDH-M): 0,768
- IDH-M Renda: 0,707
- IDH-M Longevidade: 0,754
- IDH-M Educação: 0,842

(Fonte: IPEADATA)

### Rodovias
- SP-473
- SP-461

## Infraestrutura

### Comunicações
O sistema de telefones automáticos foi inaugurado na cidade pela Companhia de Telecomunicações do Estado de São Paulo (COTESP) em 1974. Já o sistema de discagem direta à distância (DDD) foi implantado em 1987 pela Telecomunicações de São Paulo (TELESP), com o código de área (0174).
Na década de 90 o código DDD da cidade foi alterado para (017), para padronização do sistema telefônico com a telefonia celular que estava sendo implantada em todo o estado.

## Administração
- Prefeito: Sebastião Felisberto Fernandes(2021/2024)
- Vice-prefeito: Eduardo Gomes Lagoeiro (2021/2024)
- Presidente da câmara: Eduardo Gomes Lagoeiro(2017/2020)

## Religião
O Cristianismo se faz presente na cidade da seguinte forma:

### Igreja Católica
- A igreja faz parte da Diocese de Votuporanga.[11]

### Igrejas Evangélicas
- Assembleia de Deus Ministério do Belém.[12][13]
- Congregação Cristã no Brasil.[14]